# Зайцы (Зеньковский район)
Зайцы (укр. Зайці) — село, Удовиченковский сельский совет, Зеньковский район, Полтавская область, Украина.
Код КОАТУУ — 5321386903. Население по переписи 2001 года составляло 9 человек.

## Географическое положение
Село Зайцы находится на расстоянии в 1 км от села Руденки-Гончары. По селу протекает пересыхающий ручей с запрудой.

## История
Были приписаны к Параскевиевской церкви в Тарасовке.
Есть на карте 1869 года как Тарасовские.